# Stecklenburg
Die Stecklenburg ist eine Burgruine im Harz (Ostharz) bei der Ortschaft Stecklenberg im Landkreis Harz, Sachsen-Anhalt. Die Burg wurde im Hochmittelalter errichtet.

## Geographische Lage
Die Ruine der Stecklenburg befindet sich auf dem südlich von Stecklenberg (Ortsteil der Stadt Thale) gelegenen Nordosthang des Burgbergs (356,1 m ü. NHN), einem Nordausläufer des Rambergmassivs. Im Mittel etwa 630 m südwestlich befinden sich die Ruinen der zweiteiligen Burg Lauenburg.

## Geschichte
Die Höhenburg wurde im 11. Jahrhundert auf den Resten einer älteren Burganlage errichtet. Im 12. Jahrhundert wurde sie bei einem Kampf zerstört, aber wieder aufgebaut. Besitzer waren die im 12. und 13. Jahrhundert erwähnten Ritter von Stecklenberg, deren Nachfahren vermutlich ins Baltikum auswanderten, wo 1306 in Riga erstmals Henricus de Stackelberg erwähnt wird. Neuer Besitzer der Stecklenburg wurde im Jahre 1281 das Stift in Halberstadt.
Bis Anfang des 18. Jahrhunderts war die Stecklenburg bewohnt. Danach wurden einige Gebäude der Burg wie Brauhaus und Burgkapelle abgerissen. Sie wurde vollends zur Ruine und diente als Steinbruch. Vor der vollständigen Zerstörung wurde sie durch den Einspruch des damaligen Oberförsters von Thale, der sich für einen Erhalt des Bauwerks engagierte, bewahrt.

## Anlage
Die Burgruine Stecklenburg ist geschütztes Denkmal und beliebtes Ausflugsziel. Erhalten geblieben sind einige Mauern von Wohngebäuden sowie die Reste des Bergfrieds.

## Bilder

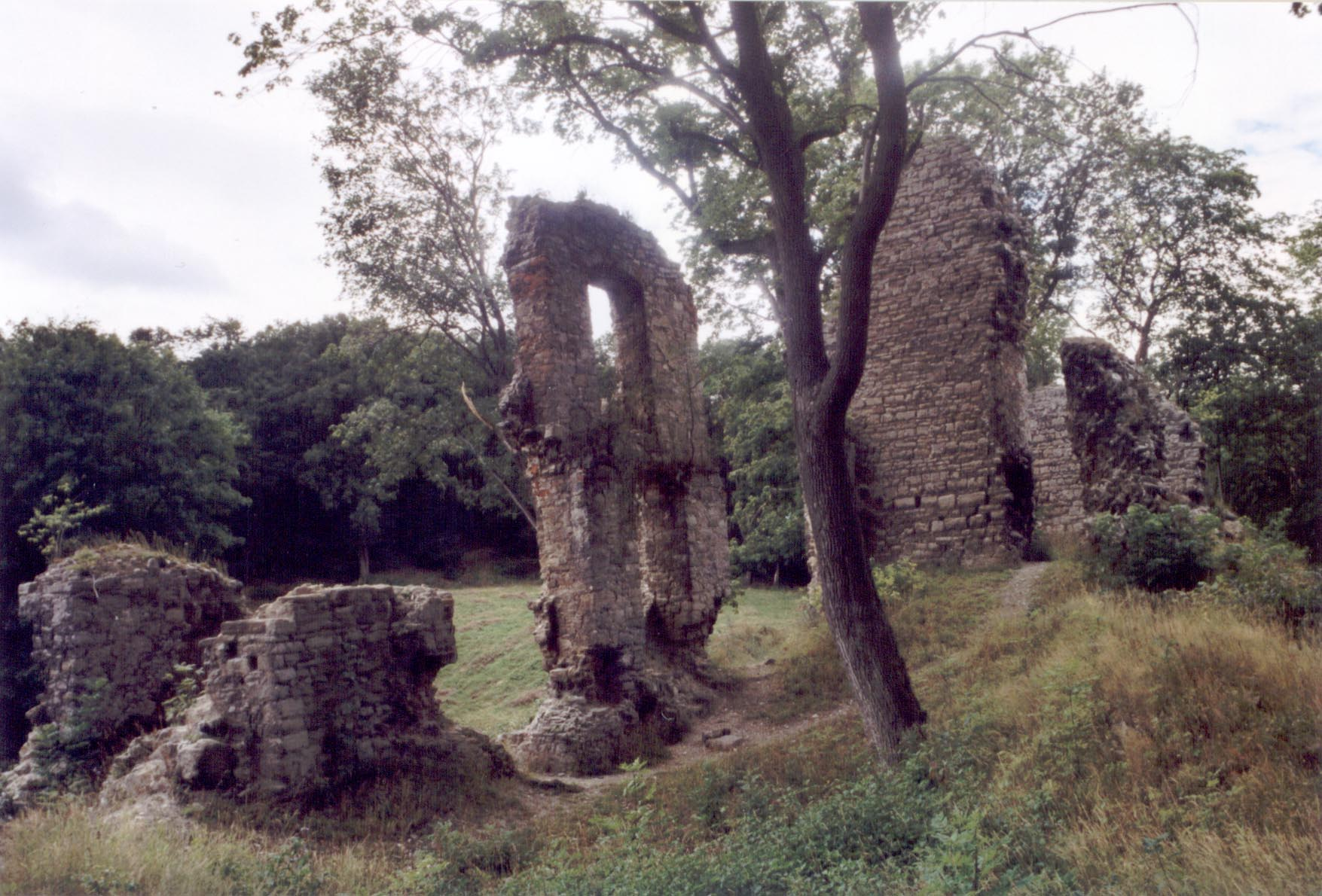
Ruine des Palas und des Bergfrieds (2005)
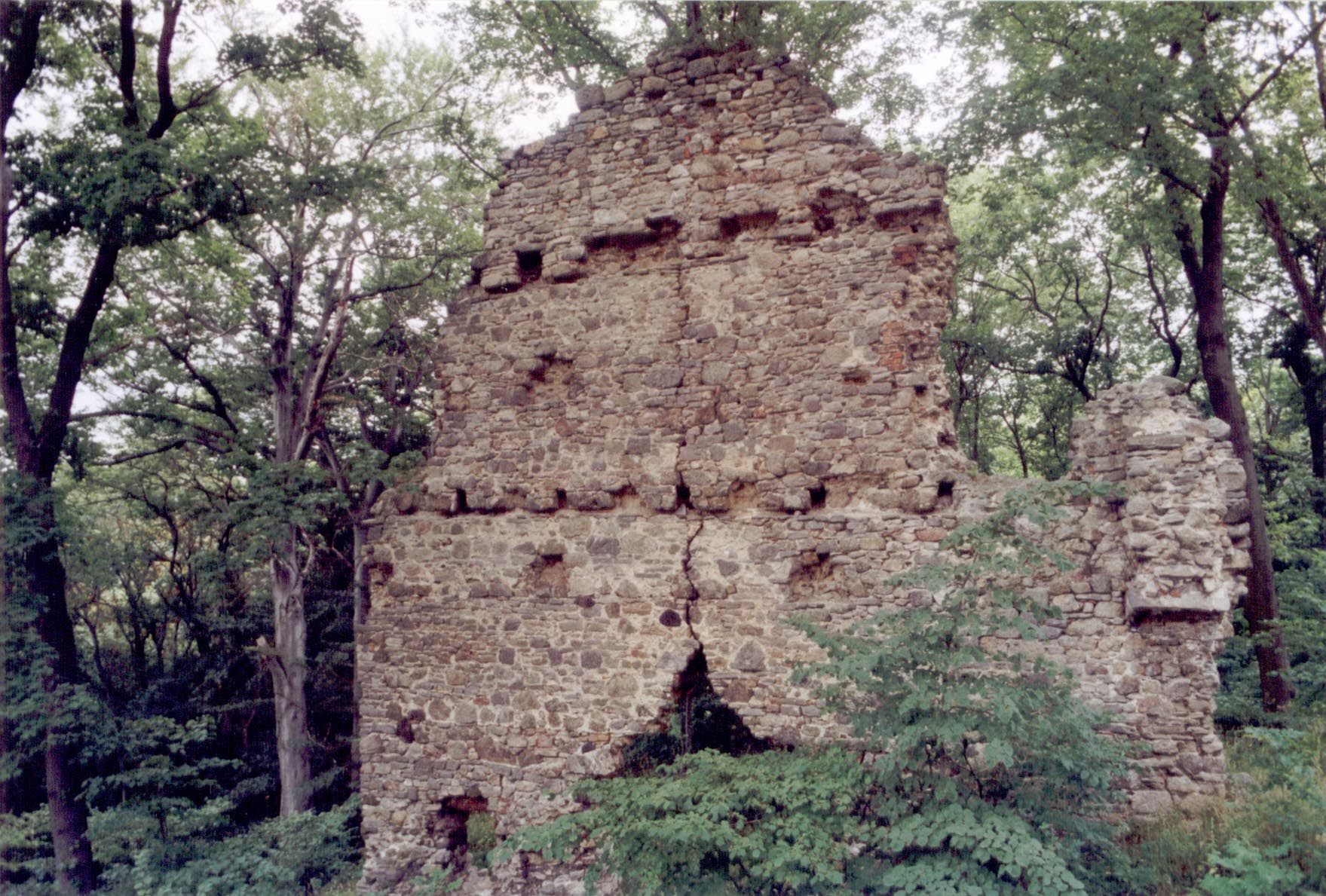
Giebelfront eines Gebäudes (2005)
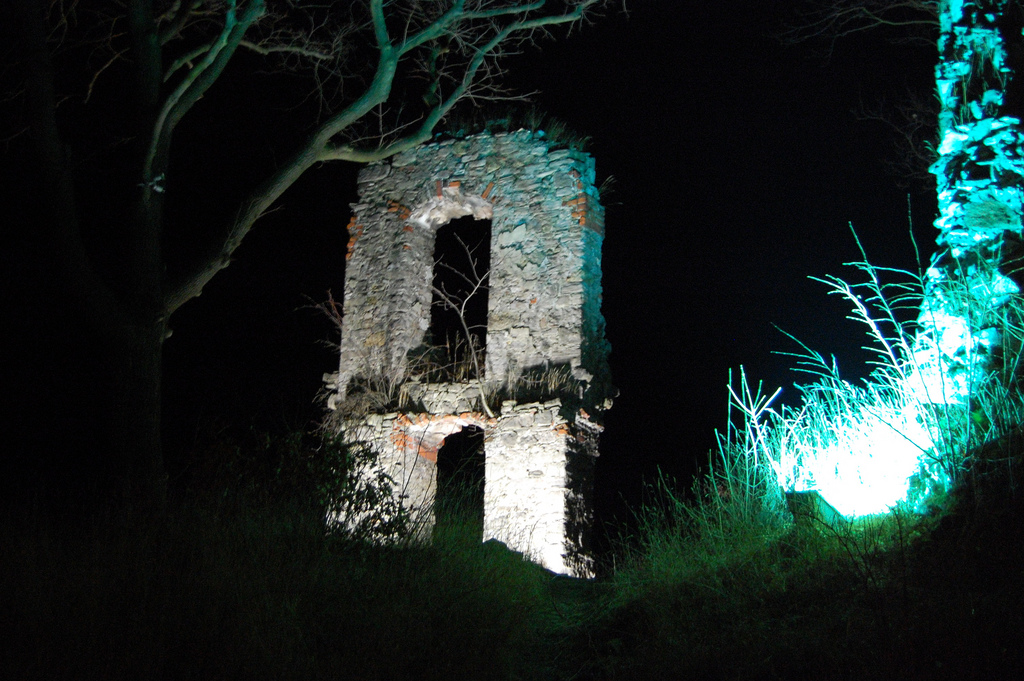
Nachtansicht eines Teils der Stecklenburg (2008)